# Claxson Interactive Group
Claxson Interactive Group (conocida simplemente como Claxson) es una empresa privada con sede en las Islas Vírgenes Británicas, con oficinas en Buenos Aires, Argentina y Miami, Florida, Estados Unidos, que opera principalmente en la producción y distribución de contenidos audiovisuales en América Latina y Estados Unidos.
Según documentos oficiales presentados ante la Comisión de Bolsa y Valores de Estados Unidos (SEC), los principales accionistas de Claxson son la Organización Cisneros y Roberto A. Vivo Chaneton.

## Historia

### Inicios: Cisneros Television Group (1996-2000)
La empresa nació como Cisneros Television Group en 1996, una subsidiaria de la Organización Cisneros creada con el objetivo de producir canales temáticos para Iberoamérica. A través de esfuerzos conjuntos con otras compañías, Cisneros Television Group lanzó varios canales de televisión exclusivos para el estreno de DirecTV en Latinoamérica. En colaboración con Playboy Enterprises, se lanzaron Playboy TV y AdulTVision, mientras que junto con The Hearst Corporation se creó Locomotion.
En 1997, Cisneros Television Group adquirió la empresa argentina Imagen Satelital del empresario Alberto González, sumando así los canales de dicha empresa (Space, I.Sat, Infinito, Uniseries, Júpiter Comic y Venus) a su portafolio de canales propios. Desde entonces, Imagen Satelital siguió operando los canales que ya tenía a su cargo y comenzó a representar en el Cono Sur a los demás canales del grupo.
En diciembre de 1998, cerró la adquisición del canal MuchMusic Argentina y extendió la cobertura de la señal a toda América Latina. En marzo de 1999, adquirió el canal de música HTV de Hero Communications, su segundo canal de música.
El 14 de abril de 1999, el canal Clase fue relanzado por Cisneros Television Group con impulso de la Fundación Cisneros, con sede en Venezuela, rediseñado especialmente para ser visto en las escuelas. El canal Clase fue creado en 1996 por Galaxy Latin America, el consorcio dueño y operador de DirecTV en Latinoamérica, que estaba formado por cuatro empresas: Tevecap de Grupo Abril, la mexicana MVS, Cisneros Television Group y la accionista mayoritaria, Hughes Electronics.

### Desarrollo: Formación de Claxson (2000-2011)
Claxson se formó finalmente en octubre de 2000 como una combinación de activos entre Cisneros Television Group, Ibero American Media Partners (empresa conjunta de Organización Cisneros y el fondo de inversiones Hicks, Muse, Tate & Furst) y El Sitio, una compañía argentina de Internet líder en la región. Claxson se dividía en cuatro negocios estratégicos: televisión paga, comprendido por 13 canales de televisión por suscripción; televisión abierta y radio, que incluía a Chilevisión y Radio Chile (propiedad de Ibero American Media Partners); activos de Internet y banda ancha (por parte de El Sitio).
Las señales de Claxson se emitían desde Estados Unidos y Argentina. En Miami se generaban las señales de Clase, Spice Live, Playboy TV, Locomotion y HTV, desde el departamento técnico de Cisneros Television Group y posteriormente en The Kitchen. El resto de señales se generaban en Buenos Aires, desde Imagen Satelital, adquirida en 1997.
Entre finales de 2001 y principios de 2002, debido a la crisis económica regional, Claxson replantea su estrategia y decide invertir en las señales para las cuales podía producir contenido original y que fueran 100% propias. Así da de baja al canal de comedia Júpiter Comic, reemplazándolo por Fashion TV en diciembre de 2001, distribuyendo su programación a otros canales del grupo como I.Sat y Uniseries. Por su parte, Fashion TV llega como la versión local del canal francés, con posibilidades de incluir contenido local adaptado a los gustos del público de la región.
En mayo de 2002, Claxson vendió su 50% de participación en el canal de animaciones para adultos Locomotion a Corus Entertainment, una de las compañías líderes en Canadá en la industria de medios y entretenimiento, empresa matriz de Nelvana. El 50% restante continuó siendo manejado por The Hearst Corporation. Claxson continuó hasta agosto de 2003 operando, representando y proveyendo servicios claves al canal, como apoyo en el área de distribución y ventas a afiliados en Iberoamérica, emisión de programación y servicios de postproducción.
En enero de 2003, vendió Clase a Organización Cisneros, pero continuó prestando servicios de distribución y venta a afiliados hasta junio de 2004, mismo mes en el que se lanzó G Channel, el primer canal para adultos pensado para la comunidad gay masculina.
En 2005, Claxson vendió Chilevisión a Bancard (ligado al expresidente de Chile, Sebastián Piñera). El 1 de octubre del mismo año, Claxson relanzó y comenzó a operar y distribuir en Latinoamérica la señal para adultos Private Gold (anteriormente distribuida en la región por Pramer), luego renombrada simplemente Private, presentando las últimas producciones del reconocido sello europeo de cine para adultos Private Media Group.
En diciembre de 2006, su paquete de canales temáticos conformado por Space, I.Sat, Retro, Fashion TV, MuchMusic, HTV e Infinito, fueron adquiridos por Turner Broadcasting System. El anuncio de la compra y el manejo oficial de los canales por parte de Turner fue realizado a partir octubre de 2007.
En 2007, se lanzó LifeStyle TV, el primer canal no erótico y de paquete básico bajo la marca Playboy TV, enfocado en estilos de vida pensado para el segmento de audiencia masculina y femenina de América Latina.

### Consolidación en el mercado de contenidos para adultos (2011-actualidad)
En 2011, Claxson realizó dos nuevos lanzamientos y algunos cambios: en junio se lanzó Sextreme, que a diferencia de otros canales de la compañía, sus contenidos se caracterizan por ser mucho más explícitos y como rasgo distintivo incorpora categorías y formatos en su programación; en septiembre, Claxson firmó un acuerdo con Penthouse Digital Media Productions Inc. para operar y distribuir sus contenidos en América Latina e Iberia, lanzando el canal Penthouse Gold el 1 de noviembre para toda la región en múltiples modalidades de contratación: suscripción mensual, PPV y VOD. Con la llegada de estos dos nuevos canales, se dan de baja las señales PPV Playboy TV Movies y Venus XXL. Por otra parte, el 1 de octubre del mismo año, el canal LifeStyle TV cesó sus emisiones.
En 2015, la compañía hace otros dos lanzamientos: en abril se lanzó Vextremo, un canal exclusivo para el servicio de televisión satelital Sky; el 1 de octubre, mediante un acuerdo con el sello Brazzers, se lanzó Brazzers TV en múltiples modalidades de contratación para formar parte del paquete Hot Pack. Con la llegada de Brazzers TV, el canal lineal Private fue descontinuado.
Actualmente, Claxson está principalmente enfocado en la producción y distribución de contenidos para adultos (mayores de 18) en Iberoamérica y la innovación de la transmisión de sus canales.
El 20 de mayo de 2019, cerró un acuerdo con Televisa Networks para distribuir sus señales en Argentina y Uruguay. Este acuerdo fue ampliado en mayo de 2021, llevando la distribución de los canales de Televisa Networks también hacia el mercado chileno. Posteriormente, también sumó la comercialización en Bolivia y Perú.
El 31 de enero de 2024, Claxson comenzó a distribuir las señales de LFP Broadcasting en Latinoamérica, que incluyen los canales Hustler, Hustler Mature HD, XTSY, Juicy y Ten, más todos sus contenidos para VOD.

## Relación con Playboy Enterprises Inc.
En 1996, nace Playboy TV Latin America, una empresa conjunta entre Cisneros Television Group y Playboy Enterprises Inc., creada para llevar canales para adultos a Iberoamérica. Mediante este esfuerzo conjunto, nacen los canales Playboy TV y AdulTVision, que en 1997 serían lanzados también en Iberia, para España y Portugal. Claxson posee un 81% de la empresa, mientras que Playboy Enterprises posee el 19% restante.
En diciembre de 1998, crearon Playboy TV International LLC, una empresa conjunta para poseer y operar redes de Playboy TV fuera de los Estados Unidos y Canadá.
En diciembre de 2002, como parte de una reestructuración y renegociación entre ambas empresas, Claxson transfirió su participación en Playboy TV International (fuera de América Latina, España y Portugal) a Playboy Enterprises; y el canal para adultos Venus, el cual había sido adquirido en 1997 mediante la compra de Imagen Satelital, fue transferido a la empresa conjunta Playboy TV Latin America.

## HotGo Media
HotGo Media es la división que engloba todos los productos de Claxson:
- Hot Pack: Es el paquete de canales de televisión para adultos en Iberoamérica; las señales son Playboy TV, Venus, Sextreme, Penthouse Gold y Sexy Hot. La señal Vextremo no forma parte del paquete ya que es exclusiva de Sky.

- HotGo: Es la plataforma streaming para adultos que ofrece contenido de las marcas Playboy TV, Venus, Sextreme, Penthouse, Private y la brasileña Sexy Hot.

- VOD On Demand: Es la oferta de contenidos para el negocio transaccional; dispone de múltiples marcas y formatos, con estrenos todos los meses. Algunas señales de Claxson, dependiendo el cobleoperador, se ofrecen también mediante las modalidades PPV y VOD. Otras señales como Hot Shots, Venus XXL y Playboy TV Movies se transmitían únicamente mediante estas modalidades.

## Producciones audiovisuales
Claxson ha participado activamente en la producción de contenidos originales para la plataforma Amazon Prime Video, destacándose en dos proyectos relevantes: Porno y helado y Menem.
En Porno y helado (2022), una comedia argentina creada y protagonizada por Martín Piroyansky, Claxson se desempeñó como colaboradora en la producción, acompañando a las productoras principales Navajo Films y Salado. La serie, estrenada el 11 de marzo de 2022, fue bien recibida por el público y marcó una de las primeras colaboraciones de Claxson con plataformas de streaming en proyectos de ficción originales.
En Menem (2025), una miniserie dramática basada en la figura del expresidente argentino Carlos Saúl Menem, Claxson asumió un rol más protagónico como productora principal, en coproducción con Yulgok Media. La serie fue creada por Mariano Varela, dirigida por Ariel Winograd y tuvo como productor ejecutivo a Mariano Kohan. El estreno original, previsto para mayo de 2025, fue suspendido temporalmente por una medida cautelar relacionada con los derechos de imagen del expresidente. Finalmente, tras el levantamiento de la medida judicial, la serie fue estrenada el 9 de julio de 2025.
Estas producciones consolidan a Claxson como un actor relevante en el desarrollo de contenidos originales para plataformas de streaming, ampliando su historial como empresa pionera en medios digitales y televisión paga en la región.

## Canales

### Propios
- Playboy TV
- Venus
- Sextreme
- Penthouse Gold
- Sexy Hot
- Vextremo

Además, todo suscriptor que adquiera el Hot Pack, cuenta con el servicio streaming HotGo, con el contenido de las marcas Playboy TV, Venus, Sextreme, Private, Penthouse y Sexy Hot.

### Representados
Claxson distribuye y representa en Argentina, Uruguay, Chile, Bolivia y Perú las señales de Televisa Networks:
- Las Estrellas Internacional
- Tlnovelas
- Univision
- Bandamax
- BitMe
- De Película
- De Película Plus
- Distrito Comedia
- Golden
- Golden Edge
- Golden Plus
- Golden Premier
- Telehit
- Telehit Música
- Telehit Música Plus

También, distribuye las señales de LFP Broadcasting, que incluyen contenido para VOD y los canales:
- Hustler
- Hustler Mature HD
- XTSY
- Juicy
- Ten

## Anteriores
Distribuyó las señales de audio pertenecientes a la empresa DMX Music en Latinoamérica hasta la adquisición de estas por Stingray Digital.
El grupo también fue propietario de radios y periódicos de Chile, siendo el actor principal del mercado radiofónico chileno entre 1998 y 2007 entre ellos estuvo:
- Ibero Americana Radio Chile: desde 1998 hasta 2007.
- Diario El Metropolitano (Chile): desde 2000 hasta 2002.

La empresa controlaba otros canales en Latinoamérica, pero la mayoría fueron vendidos a Turner Broadcasting System. Los canales de los cuales fueron propietarios son:
| Canal                                          | Destino                                                           | Tipo                       | Fechas de emisiones                                                           |
| ---------------------------------------------- | ----------------------------------------------------------------- | -------------------------- | ----------------------------------------------------------------------------- |
| AdulTVision / Spice / Hot Network / Spice Live | Descontinuado                                                     | PPV                        | Desde 1996 a 1999 / Desde 1999 a 2001 / Desde 2001 a 2003 / Desde 2003 a 2006 |
| Chilevisión                                    | Vendido a Bancard                                                 | Televisión abierta         | Desde 2000 hasta 2005                                                         |
| Clase                                          | Vendido a Organización Cisneros                                   | Televisión por suscripción | Desde 1999 hasta 2003                                                         |
| Fashion TV                                     | Vendido a Turner Broadcasting System Latin America                | Televisión por suscripción | Desde 2001 hasta 2007                                                         |
| G Channel / For Man                            | Descontinuado                                                     | PPV                        | Desde 2004 a 2008 / desde 2008 hasta 2015                                     |
| Hot Shots                                      | Descontinuado                                                     | VOD                        | -                                                                             |
| HTV                                            | Vendido a Turner Broadcasting System Latin America                | Televisión por suscripción | Desde 1999 hasta 2007                                                         |
| Infinito                                       | Vendido a Turner Broadcasting System Latin America                | Televisión por suscripción | Desde 1997 hasta 2007                                                         |
| I.Sat                                          | Vendido a Turner Broadcasting System Latin America                | Televisión por suscripción | Desde el año 1997 hasta 2007                                                  |
| Júpiter Comic                                  | Descontinuado                                                     | Televisión por suscripción | Desde 1997 hasta 2001                                                         |
| LifeStyle TV                                   | Descontinuado                                                     | Televisión por suscripción | Desde 2007 hasta 2011                                                         |
| Locomotion                                     | Vendido a Corus Entertainment                                     | Televisión por suscripción | Desde 1996 hasta 2002                                                         |
| MuchMusic                                      | Vendido a Turner Broadcasting System Latin America                | Televisión por suscripción | Desde 1998 hasta 2007                                                         |
| Playboy TV Movies                              | Descontinuado                                                     | PPV                        | Hasta 2011                                                                    |
| Private Gold / Private                         | Descontinuado. La marca sigue siendo parte de la plataforma HotGo | Premium                    | Desde 2005 a 2015                                                             |
| Space                                          | Vendido a Turner Broadcasting System Latin America                | Televisión por suscripción | Desde 1997 hasta 2007                                                         |
| Uniseries / Retro                              | Vendido a Turner Broadcasting System Latin America                | Televisión por suscripción | Desde 1997 hasta 2003 / desde 2003 a 2007                                     |
| Venus XXL                                      | Descontinuado                                                     | PPV                        | Hasta 2011                                                                    |

### The Kitchen Inc.
En el primer trimestre de 2001, inició operaciones The Kitchen Inc., con sede en Miami. Nace para cubrir las necesidades de servicio de doblaje y subtitulado en varios idiomas, transmisión y postproducción de las señales de Claxson, pero paulatinamente comenzó a brindar estos servicios a clientes externos.
En mayo de 2005, se oficializó la adquisición de The Kitchen por parte de TM System. La venta se debió a que Claxson pretendía poner más foco al negocio de la televisión paga en Latinoamérica y en el desarrollo de nuevos mercados.

### In Jaus
In Jaus inició operaciones en 2002 como parte de una estrategia de captación de clientes externos para los servicios que ya producían para sus propios canales. In Jaus era una división creativa a cargo del diseño y branding, así como de los servicios de producción para rodajes comerciales, largometrajes y películas para televisión, documentales o videoclips (a través de In Jaus Films). La producción original de documentales y otros programas también era gestionada por In Jaus, así como la distribución y venta de estos programas y todos los programas propietarios y formatos de televisión a terceros.
In Jaus fue multipremiado en las diferentes ediciones de los premios Promax & BDA por los trabajos realizados para los canales de Claxson y a terceros.
Actualmente se denomina InJaus Design & Advertising, pertenece a WarnerMedia Latin America y realiza trabajos principalmente para los canales de WarnerMedia International Argentina.